# The Moment of Truth (canción de Survivor)
«The Moment of Truth» es una canción grabada por la banda de rock Survivor. Fue el primer sencillo exitoso con su nuevo cantante Jimi Jamison, quien reemplazó a Dave Bickler. La canción fue escrita por Bill Conti, Dennis Lambert y Peter Beckett y publicada por el sello Karussell.
Después de hacer el éxito número 1 "Eye of the Tiger" para Rocky III, se le pidió a la banda que interpretara una canción para la banda sonora de la película de 1984 The Karate Kid.
La canción alcanzó el número 63 en el Billboard Hot 100 el 7 de julio de 1984 y permaneció en la lista durante siete semanas. Fue reeditada más tarde en el álbum Vital Signs en 2010 por Rock Candy.

## Vídeo musical
El video musical muestra a la banda tocando en un parque de estilo japonés con escenas mixtas de la película.

## Posicionamiento en listas
| Lista (1984)                       | Máxima posición |
| ---------------------------------- | --------------- |
| Estados Unidos (Billboard Hot 100) | 63              |